# Zvučni postalveolarni frikativ
Zvučni postalveolarni frikativ ili zvučni palatoalveolarni frikativ suglasnik je koji postoji u nekim svjetskim jezicima, a u međunarodnoj fonetskoj abecedi za njega se koristi simbolom [ʒ].
Alternativni je simbol kojim se koristi u starijoj literaturi ž, z s kvačicom.
Glas postoji u standardnom hrvatskom i velikoj većini narječja; pravopis hrvatskog jezika koristi se simbolom ž, (vidjeti slovo ž).
Karakteristike su:
- po načinu tvorbe jest sibilantski frikativ
- po mjestu tvorbe jest postalveolarni suglasnik
- po zvučnosti jest zvučan.

Glas se nalazi u 13,5 % svih jezika zabilježenih u bazi podataka UPSID, primjerice u bugarskom, gruzijskom i litvanskom jeziku.

## Vanjske poveznice
- UCLA Phonological Segment Inventory Database (UPSID)(eng.)